# أوكبورو (كارولاينا الشمالية)
أوكبورو (بالإنجليزية: Oakboro, North Carolina)‏ هي معلم جغرافي تقع في الولايات المتحدة في مقاطعة ستانلي، كارولاينا الشمالية. يقدر عدد سكانها بـ 1,859 نسمة ومساحتها 5.2 كم2 و وترتفع عن سطح البحر 158 متر.

## التركيبة السكانية
حدّد مكتب تعداد الولايات المتحدة بيانات التركيبة السكانية لأوكبورو في تعداد الولايات المتحدة. في ما يلي، التركيبة السكانية حسب تعدادي 2000 و2010.

### تعداد عام 2000
بلغ عدد سكان أوكبورو 1,198 نسمة بحسب تعداد عام 2000، وبلغ عدد الأسر 485 أسرة وعدد العائلات 362 عائلة مقيمة في البلدة. في حين سجلت الكثافة السكانية 187.2 نسمة لكل كيلومتر مربع (484.8/ميل2). وبلغ عدد الوحدات السكنية 535 وحدة بمتوسط كثافة قدره 83.6 لكل كيلومتر مربع (216.5/ميل2).
وتوزع التركيب العرقي للبلدة بنسبة 75.79% من البيض و19.70% من الأمريكيين الأفارقة و0.67% من الأمريكيين الأصليين و0.33% من الأمريكيين ذوي الأصول الآسيوية و2.25% من الأعراق الأخرى و1.25% من عرقين مختلطين أو أكثر و3.42% من الهسبانيون أو اللاتينيون من أي عرق.
بلغ عدد الأسر 485 أسرة كانت نسبة 34.2% منها لديها أطفال تحت سن الثامنة عشر تعيش معهم، وبلغت نسبة الأزواج القاطنين مع بعضهم البعض 56.3% من أصل المجموع الكلي للأسر، ونسبة 14.2% من الأسر كان لديها معيلات من الإناث دون وجود شريك،  بينما كانت نسبة 4.1% من الأسر لديها معيلون من الذكور دون وجود شريكة وكانت نسبة 25.4% من غير العائلات. تألفت نسبة 23.7% من أصل جميع الأسر من عدة أفراد يعيشون في نفس المنزل ونسبة 11.8% كانت تتألف من شخص يعيش بمفرده يبلغ من العمر 65 عاماً أو أكثر. وبلغ متوسط حجم الأسرة المعيشية 2.46، أما متوسط حجم العائلات فبلغ 2.86.
بلغ العمر الوسطي للسكان 37.7 عاماً. وكانت نسبة 23.2% من القاطنين تحت سن الثامنة عشر، وكانت نسبة 8.5% بين الثامنة عشر والرابعة والعشرين عاماً، ونسبة 28.6% كانت واقعةً في الفئة العمرية ما بين الخامسة والعشرين والرابعة والأربعين عاماً، ونسبة 24.8% كانت ما بين الخامسة والأربعين والرابعة والستين، ونسبة 14.3% كانت ضمن فئة الخامسة والستين عاماً فما فوق. يوجد لكل 100 أنثى 91.5 ذكر، ويوجد لكل 100 أنثى في الثامنة عشر من عمرها فما فوق 89.0 ذكر.
بلغ متوسط دخل الأسرة في البلدة 41,369 دولارًا، أما متوسط دخل العائلة فبلغ 46,711 دولارًا. وكان متوسط دخل الذكور 33,482 دولارًا مقابل 21,696 دولارًا للإناث. وسجل دخل الفرد الخاص بالبلدة 18,079 دولارًا. وكانت نسبة 8.6% من العائلات ونسبة 11.5% من السكان تحت خط الفقر، وكان من هؤلاء نسبة 17.2% تحت سن الثامنة عشر ونسبة 21.4% في الخامسة والستين من العمر وما فوق.

### تعداد عام 2010
بلغ عدد سكان أوكبورو 1,859 نسمة بحسب تعداد عام 2010، وبلغ عدد الأسر 712 أسرة وعدد العائلات 538 عائلة مقيمة في البلدة. في حين سجلت الكثافة السكانية 290.5 نسمة لكل كيلومتر مربع (752.4/ميل2). وبلغ عدد الوحدات السكنية 810 وحدة بمتوسط كثافة قدره 126.6 لكل كيلومتر مربع (327.9/ميل2).
وتوزع التركيب العرقي للبلدة بنسبة 78.86% من البيض و12.91% من الأمريكيين الأفارقة و0.75% من الأمريكيين الأصليين و0.38% من الأمريكيين ذوي الأصول الآسيوية و5.97% من الأعراق الأخرى و1.13% من عرقين مختلطين أو أكثر و7.85% من الهسبانيون أو اللاتينيون من أي عرق.
بلغ عدد الأسر 712 أسرة كانت نسبة 37.1% منها لديها أطفال تحت سن الثامنة عشر تعيش معهم، وبلغت نسبة الأزواج القاطنين مع بعضهم البعض 55.9% من أصل المجموع الكلي للأسر، ونسبة 13.8% من الأسر كان لديها معيلات من الإناث دون وجود شريك،  بينما كانت نسبة 5.9% من الأسر لديها معيلون من الذكور دون وجود شريكة وكانت نسبة 24.4% من غير العائلات. تألفت نسبة 22.2% من أصل جميع الأسر من عدة أفراد يعيشون في نفس المنزل ونسبة 10.5% كانت تتألف من شخص يعيش بمفرده يبلغ من العمر 65 عاماً أو أكثر. وبلغ متوسط حجم الأسرة المعيشية 2.61، أما متوسط حجم العائلات فبلغ 3.02.
بلغ العمر الوسطي للسكان 36.0 عاماً. وكانت نسبة 25.2% من القاطنين تحت سن الثامنة عشر، وكانت نسبة 9.4% بين الثامنة عشر والرابعة والعشرين عاماً، ونسبة 29.1% كانت واقعةً في الفئة العمرية ما بين الخامسة والعشرين والرابعة والأربعين عاماً، ونسبة 22.1% كانت ما بين الخامسة والأربعين والرابعة والستين، ونسبة 14.2% كانت ضمن فئة الخامسة والستين عاماً فما فوق. وتوزع التركيب الجنسي للسكان بنسبة 49.2% ذكور و50.8% إناث.